# Miss Zombie
Pour plus de détails, voir Fiche technique et Distribution.
Miss Zombie est un film japonais réalisé par Sabu, sorti en 2013.

## Synopsis
Dans un Japon futuriste, les zombies ont été domestiqués comme serviteurs ou pour tenir compagnie.

## Fiche technique
- Titre original : Miss Zombie
- Réalisation : Sabu
- Scénario : Sabu
- Production : Yoshiki Kumazawa, Satake Kazumi
- Durée : 85 minutes
- Genre : film d'horreur
- Dates de sortie :
  - Japon : 14 septembre 2013[1]

## Distribution
- Toru Tezuka : Dr Teramoto
- Ayaka Komatsu : Shara
- Makoto Togashi : Shizuko, la femme de Teramoto
- Riku Onishi : Kenichi, le fils de Teramoto

## Distinctions

### Récompenses
- Festival international du film fantastique de Gérardmer 2014 : Grand prix